# Mukbang
Mukbang hay truyền hình ăn uống, (/ˈmʌkbæŋ/; tiếng Hàn Quốc: [mʌk̚.p͈aŋ] ⓘ) là một chương trình phát hình nghe nhìn trực tuyến, trong đó chủ nhà ăn thức ăn trong khi đối diện và trò chuyện với khán giả. Các loại thực phẩm, từ pizza đến mì được ăn và ghi hình trước máy ảnh. Hình thức này phổ biến ở Hàn Quốc vào năm 2010 và sau đó lan rộng trên toàn thế giới. Tuy nhiên, ngày càng có nhiều khán giả chỉ trích về việc trào lưu mukbang đang khuyến khích thói quen ăn uống không lành mạnh, ngược đãi động vật và lãng phí thực phẩm.

## Từ nguyên
Mukbang theo tiếng Hàn là rút ngắn bốn chữ nguyên thủy "먹는 放送", chuyển tự là Meongneun bangsong. Trong đó Meongneun có nghĩa "ăn" còn bangsong là "phóng tống" tức "truyền phóng". Trọn nghĩa là vừa ăn vừa truyền phóng.

## Cách thức
Mukbang thường được ghi trước hoặc phát trực tiếp thông qua một webcast trên các nền tảng phát trực tuyến như YouTube, Twitch, TikTok. Dựa trên sự hấp dẫn của các khía cạnh thời gian thực và tương tác, các chương trình ăn uống đang mở rộng ảnh hưởng của họ trong các nền tảng phát sóng internet và phục vụ như một cộng đồng ảo và là nơi giao tiếp tích cực giữa những người dùng internet tích cực.